# Isaac van Ostade
Isaac van Ostade , né en 1621 à Haarlem où il meurt en 1649, est un peintre néerlandais du siècle d'or. Il est connu pour ses peintures de paysages, de portraits et de scènes de genre.
Il est le frère de Adriaen van Ostade, un peintre majeur de l'art néerlandais lors de la Renaissance, qui a été le maître d'Isaac.

## Biographie
Isaac van Ostade est né en 1621 à Haarlem aux Pays-Bas, où il est baptisé le 2 juin 1621.
Il est le jeune frère du peintre Adriaen van Ostade, auprès de qui il apprend la peinture. Il est actif à Haarlem de 1639 à 1649 et devient membre de la guilde de Saint-Luc de Haarlem en 1643 au même titre que son frère. Le style de ses premières œuvres est sans conteste très similaire à celui de son frère Adriaen. Il est aussi influencé par Rembrandt, notamment pour l'œuvre le Dépècement du porc qui fait implicitement référence au Bœuf écorché de Rembrandt. 

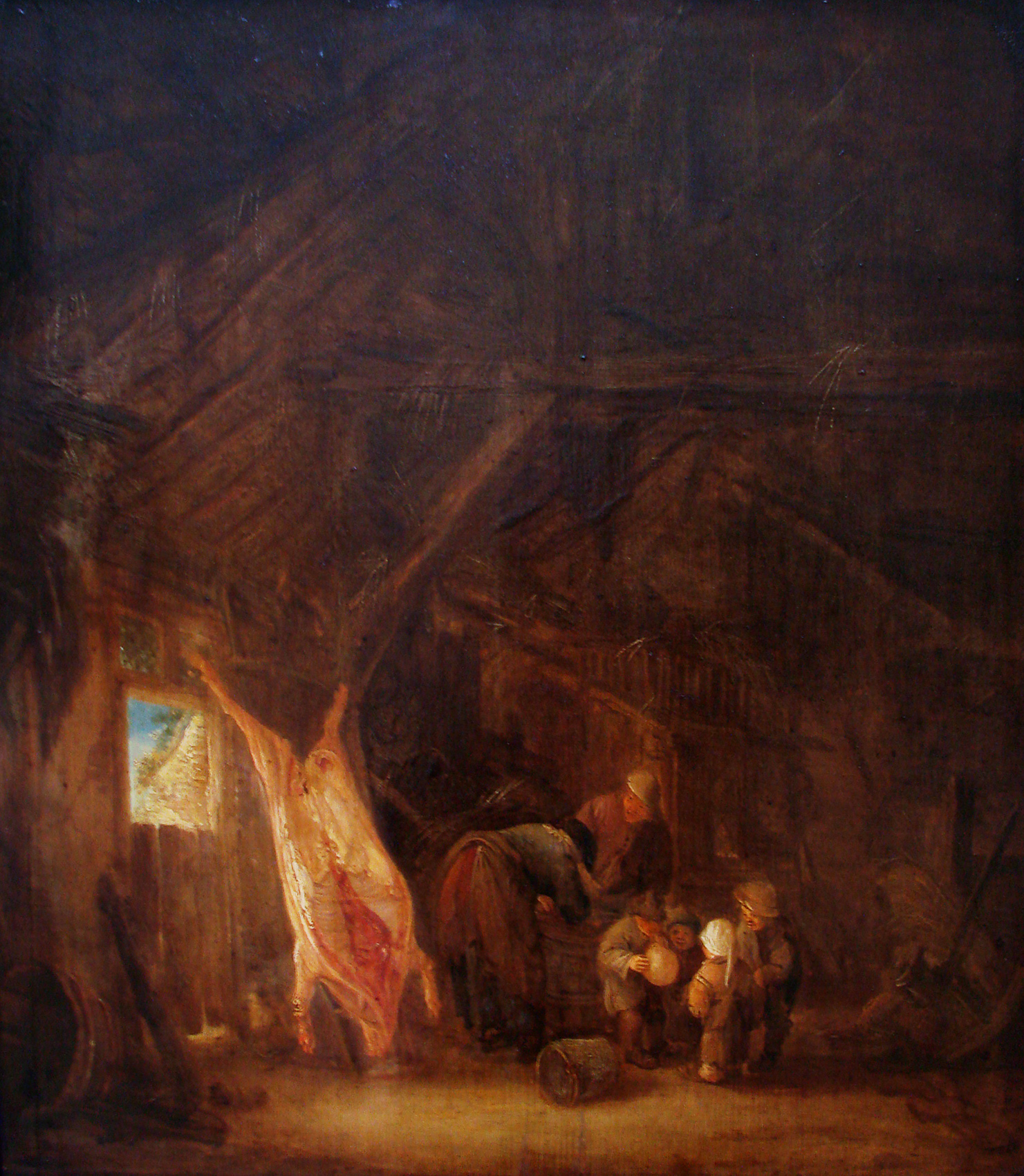
Le dépècement du porc de Isaac van Ostade
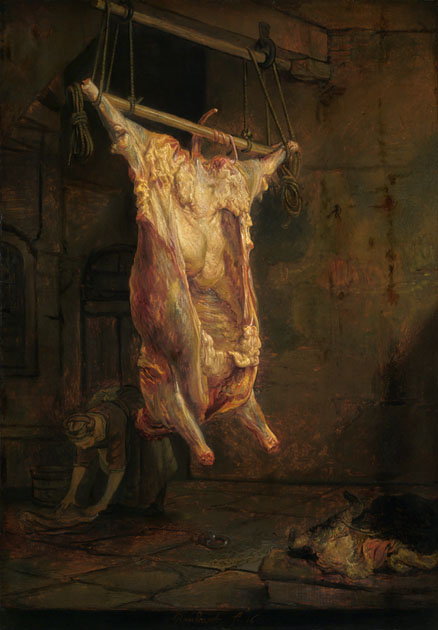
Le bœuf écorché de Rembrandt

Ses premières peintures influencées par son frère était souvent des œuvres représentants des scènes d'intérieur avec une famille ou des personnes, permettant de rendre ce lieu animé, comme Intérieur d'une grange avec trois enfants. Ces scènes possédaient dans la plupart des couleurs chaudes. Peu à peu, son propre style évolue et se démarque de celui de son frère vers 1644, même si on en voyait déjà des prémices en 1643 avec Auberge avec un cheval devant une auge, en particulier dès qu'il commence à peindre des scènes de genre avec des paysages d'hiver comme Une scène d'hiver. Ses œuvres passent d'un ton chaud et d'une scène renfermée, à des scènes ouvertes aux couleurs froides. Dans Une scène d'hiver, il y a un groupe de personnes représentant tout un village qui s'active, cela aussi permet de sortir de l'espace cloisonné de ses anciens tableaux. Il y a une vie au dehors du tableau et une alchimie du mouvement. Il n'arrête pas pour autant les scènes d'intérieurs car Le Dépècement du porc date de 1645. 
Il meurt en 1649 à 28 ans à Haarlem, où il est enterré le 16 octobre 1649.

## Œuvres
- Auberge rurale avec un cheval et une charrette, 1640-1649, huile sur bois, 56 × 47 cm, Rijksmuseum, Amsterdam[3]
- Une scène de village, 1640-1690, huile sur bois, 66 × 83 cm, Wallace Collection, Londres[4]
- Une scène d'hiver, vers 1640, huile sur bois, 86 × 107 cm, Wallace Collection, Londres[5]
- Lecture d'une lettre, vers 1640, huile sur bois, 37 × 48 cm, Musée de l'Ermitage, Saint-Petersbourg[6]
- Une place de marché, vers 1640, huile sur bois, 58 × 80 cm, Wallace Collection, Londres[7]
- Intérieur d'une grange avec trois enfants, 1642, huile sur bois, 40 × 60 cm, Rijksmuseum, Amsterdam[8]
- Auberge rurale avec un cheval devant une auge, 1643, huile sur bois, 52 × 169 cm, Rijksmuseum, Amsterdam[9]
- La rivière gelée, vers 1644-1647, huile sur toile, musée du Louvre.
- Le Dépècement du porc, vers 1645, huile sur bois, 57 x 50 cm, palais des Beaux-Arts de Lille, Lille[10]
- Une scène d'hiver, vers 1645, huile sur bois, 48,8 x 40 cm, National Portrait Gallery (Royaume-Uni), Londres

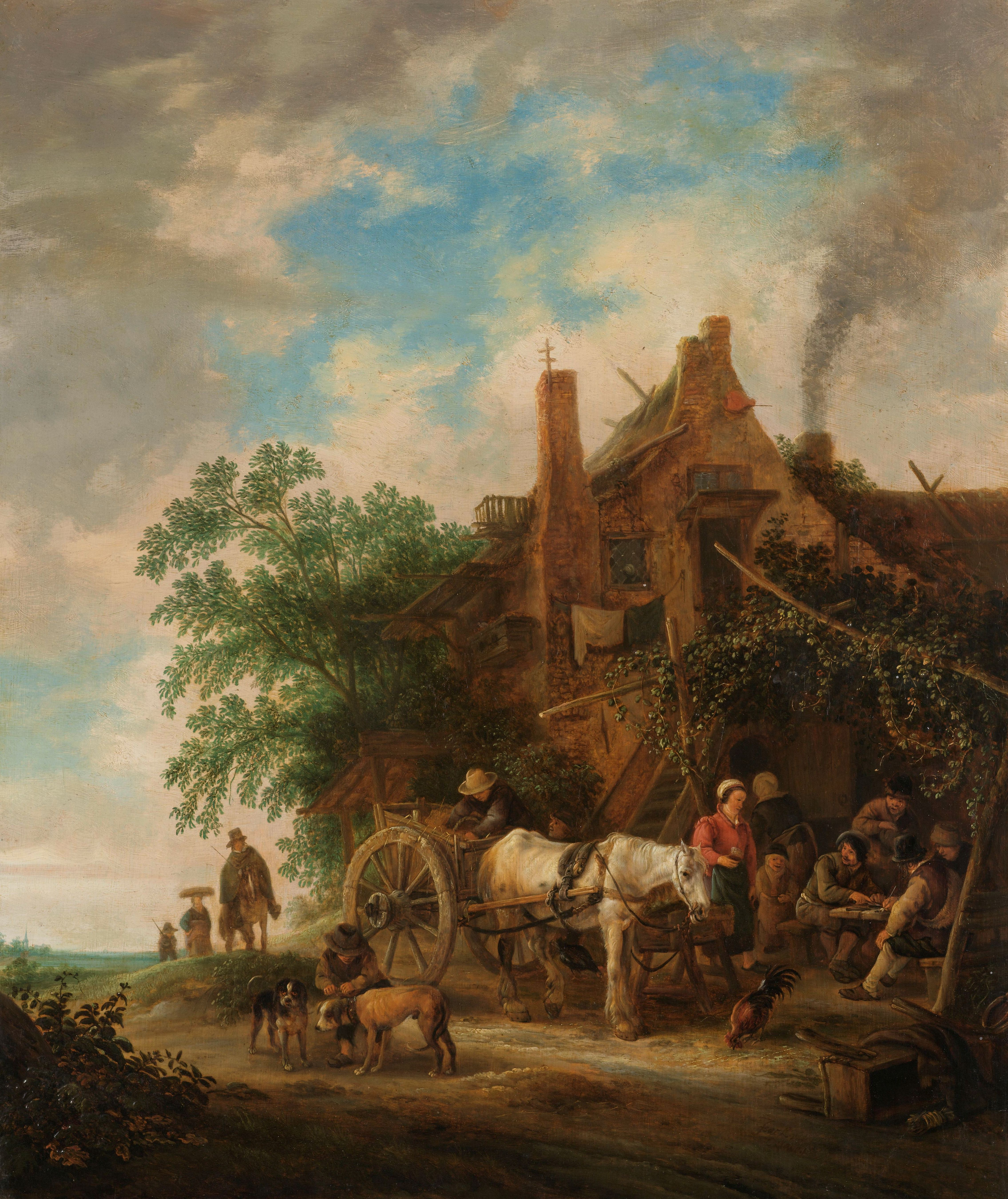
Auberge avec un cheval devant une auge, Rijksmuseum.
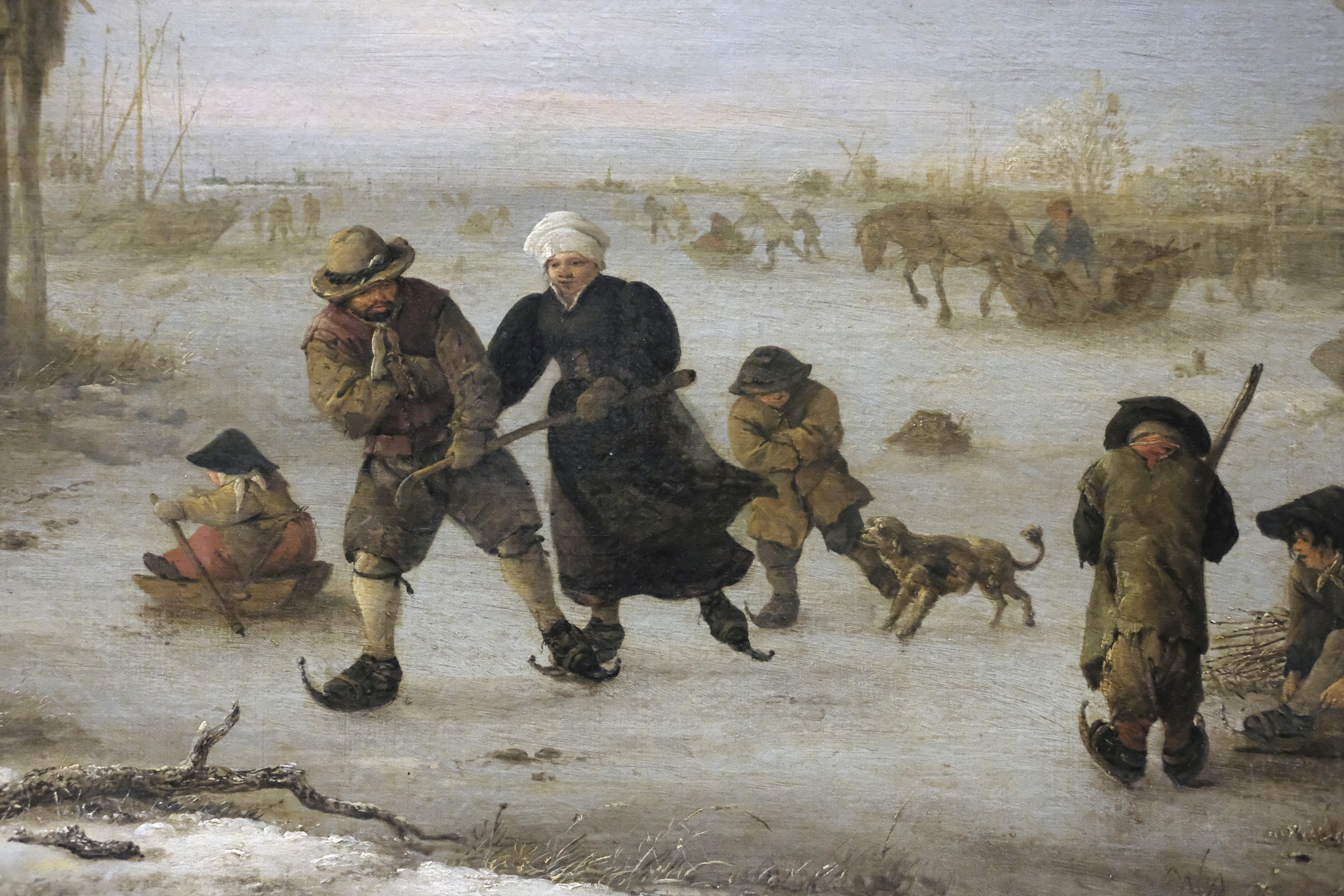
La rivière gelée, musée du Louvre.